# حملات الدولة السعودية الأولى على الأحساء
الحملات السعودية على الأحساء  (من سنة 1202هـ/1788م - حتى سنة 1208هـ/1794م) هي مجموعة من الغزوات والمناوشات العسكرية والتي وقعت بين قوات الدولة السعودية الأولى بقيادة عبد العزيز بن محمد وابنه سعود على إمارة آل حميد من بني خالد بهدف ضم الأراضي الواقعة تحت سيطرتهم للدولة السعودية، وتم ذلك في سنة 1208هـ/1794م فزالت إمارة آل حميد وأصبحت الأحساء أراضي سعودية. ثم تبعتها حملة على بلاد شرق الأحساء والتي كانت واقعة تحت سيطرة «ابن حمد» انتهت بفتحها وضمها للدولة السعودية.

## خلفية تاريخية
كانت إمارة الأحساء عند تولي عبد العزيز بن محمد آل سعود حكم الدولة السعودية الأولى في يد آل حميد من قبيلة بني خالد، والذين بدء احتكاكهم بالسعوديين منذ وقت مبكر، ففي سنة 1133هـ/1721م قضى سعدون بن محمد بن غرير آل حميد فصل الصيف في نجد، وكان من جملة ما قام به المسير إلى الدرعية (أثناء حكم سعود بن محمد للدرعية، والد مؤسس الدولة السعودية الأولى) ونهب بيوت فيها، إلا أنه لقي مقاومة من أهل الدرعية فقتلوا من قومه الكثير كما ذكر ابن بشر. تأسست الدولة السعودية الأولى في سنة 1157هـ/1744م، وكانت الإنجازات التي أحرزتها في فترة وجيزة تشكل خطرًا على مصالح إمارة آل حميد وعلى مركزهم وثقلهم السياسي في المنطقة أثر رجحان كفة السعوديين في نجد، وبعد ضم العيينة إلى الدولة السعودية وهي إحدى البلدان التي كانت موالية لإمارة لآل حميد، أخذ عريعر بن دجين -أمير آل حميد- على عاتقه معالجة الوضع في نجد بصورة فعلية، ففي سنة 1172هـ/1759م بدأ بتحضير حملة كبيرة على الدرعية، فزحف بقواته على نجد وتوغل في داخلها حتى عسكر قرب بلدة الجبيلة، التي كان أهلها قد استعدوا للحملة وحصنوا مواقعها. شن عريعر هجومه على الجبيلة إلا أنه قواته فشلت في الاستيلاء عليها. بالإضافة إلى ذلك فشلت بعض القوات التي أرسلها إلى حريملاء في الاستيلاء عليها. وبعد أن أحس عريعر بتخاذل جموعه قرر تجنب الدرعية وانسحب بقواته إلى الأحساء. وفي سنة 1176هـ/1762م خرج عبد العزيز بن محمد (أثناء حكم والده) في غزوة على بلدتين من بلدان الأحساء، فقتل من عددًا من رجالها، واستولى على الكثير من السلاح والأموال.
بعد أن استطاعت الدولة السعودية الأولى السيطرة على منطقة العارض بأكملها تصاعد نفوذها السياسي بشكل كبير، وقد كان هذا التوسع والانتشار على حساب القوى المجاورة خصوصًا إمارة آل حميد في الأحساء الذين بدأ نفوذهم في الانحسار وبالذات في العارض معقلهم الرئيسي. فأخذ عريعر بن دجين يتأهب لمحاولة القضاء عليهم من جديد وإخضاعهم. وفي غمرة استعداده ظهر على الساحة خصم جديد للسعوديين وهو صاحب نجران على أثر استنجاد قبيلة العجمان به، الذي سار على رأس جيش كبير بلغ الدرعية في ربيع الآخر سنة 1178 الموافق فيه أوائل سنة 1764م. ولما بلغ عريعر الدهناء وصله خبر رجوع صاحب نجران إلى بلاده، فلم يثن ذلك عزمه، ومضى نحو الدرعية، وانضم معه مجموعة كبيرة من مقاتلي المنطقة المعارضين، وحاصر الدرعية مدة لم تدم أكثر من شهر، إلا أنه فشل في حملته وقرر إنهاءها ورجع إلى الأحساء. وفي سنة 1198هـ/1784م أغار سعود بن عبد العزيز على العيون بالأحساء.

## التمهيد للاستيلاء 1202هـ/1788م
بعد غارة العيون السالف ذكرها، بدأ عبد العزيز بن محمد يفكر في ضم الأحساء إلى دولته، وكان ميزان القوى قد تغير لمصلحته خلال هذه الفترة، وهو ما أصبح ضرورة ملحة بالنسبة للدولة السعودية لاعتبارات كثيرة منها: أن إمارة آل حميد في الأحساء تشكل خطرًا باستمرارهم في المعارضة وتحالفهم مع الآخرين ضد الدولة السعودية، وكذلك فإن الأوضاع بمجملها في إمارة الأحساء كانت مشجعة للسعوديين على إزالة وجودهم السياسي وضم ممتلكاتهم، وذلك نظرًا لتصدع الجبهة الداخلية بين لدى إمارة آل حميد بوقوع الخلاف بين الزعماء على من يتولى الإمارة، وكذلك استعانتهم بالقوى المحلية الكبرى ضد بعضهم مما جعلها تتدخل في شؤونهم وهذا مما قلل من مكانتهم كقوة رئيسية، وكذلك لجوء سعدون بن عريعر آل حميد للسعوديين في الدرعية، والذي أزيح من إمارة الإحساء على يد دويحس بن عريعر آل حميد. في سنة 1202هـ/1788م ذهب سعود إلى الدهناء، وأقام فيها بهدف تفحص وتحسس الأخبار عن إمارة الأحساء. وفي نفس السنة غزا سليمان بن عفيصان بلدة الجشة في الأحساء، وغزا كذلك العقير.

### غزوة ويقة 1203هـ/1789م
وفي سنة 1203هـ/1789م سار سعود بجنوده إلى الأحساء، وكان من بين جنوده عدد من بني خالد الذين جلوا إلى الدرعية (قبيلة آل حميد)، فالتقى بمقاتلي إمارة آل حميد، وجرت بينهم مناوشة قصيرة، ثم انصرف سعود راجعًا، ويعزى ذلك إلى شعوره بعدم ولاء مقاتلي بني خالد الذين معه. وفي نفس السنة عاد سعود إلى الأحساء برجاله ونازل أهل المبرز ووقع بينه وبين أهلها رمي بالبنادق، ثم ذهب إلى قرية الفضول شرقي الأحساء ونازل أهلها وقتل منهم نحو ثلاثمائة رجل.

## معركة غريميل 1204هـ/1790م
في سنة 1204هـ/1790م سير سعود بن عبد العزيز حملة كبيرة، والتقت بجموع إمارة آل حميد في «غريميل» قرب الأحساء، فهزمهم سعود، وغنم منهم مالًا كثيرًا، وقتل عددًا كبيرًا منهم، وهرب بعض رؤسائهم إلى قطر والزبارة، واستعمل سعود «زيد بن عريعر آل حميد» أميرًا.

## وقعة الشيط 1207هـ/1793م
في سنة 1207هـ/1793م ثارت قبيلة بني خالد على رئيسهم زيد بن عريعر وإخوته وجمع آل عريعر من آل حميد، وذلك لأنهم قتلوا «عبد المحسن بن سرداح آل حميد»، وحالفوا السعوديين. وتم تنصيب براك بن عبد المحسن السرداح أميرًا لم يمض على ولاية براك غير قليل حتى أخذ يشن الغارات لإظهار قوته. كانت ولاية براك وأعماله تشكل تحديًا ظاهرًا للسعوديين، فأمر الإمام عبد العزيز ابنه سعود أن يسير إلى قتال بني خالد. ودارت بينه وبين بني خالد معركة الشيط، والتي انتهت بانتصار السعوديين. كانت معركة الشيط هي قاصمة الظهر بالنسبة لإمارة بني خالد وسيادتهم في المنطقة، ولم يستطيعوا استرجاع نفوذهم بعدها. وفي منتصف شهر شعبان من نفس السنة، قدمت رسل أهل الأحساء يدعونه للقدوم إليهم، فسار إليهم، ونزل في قاعدة المنطقة، فبايعه الأهالي، وقام بعدد من الأعمال التنظيمية في المنطقة. واستعمل «محمد الحملي» أميرًا على الأحساء.

## انتفاضات أهل الأحساء وزوال إمارة آل حميد
بعد رحيل سعود بقواته عن الأحساء بشهر، أتته الأخبار أن أهل الأحساء أعلنوا الثورة على الدولة السعودية، فقاموا بقتل الوعاظ والقادة السعوديين. وفي سنة 1208هـ/1794م سار سعود لحصار الأحساء، فهاجم مجموعة من القرى حتى أجبرهم على الاستسلام، ثم اتجه إلى بلدة المبرز في وسط المنطقة، والتي كان زيد بن عريعر معسكرًا فيها بقواته، فدارت بينهم مجموعة من المعارك، انتهت بهزيمة زيد بن عريعر وهربه إلى الشرق، ثم واصل سعود ومن معه زحفهم نحو الشرق وقاتلوا أهل الجبيل وقتلوا منهم رجالًا. وفي تلك الأثناء ضيق السعوديون الخناق على أهالي المنطقة لحملهم على الاستسلام، مما اضطرهم إلى الاتصال ببراك بن عبد المحسن مطالبين بمغادرة قوات سعود كشرط لاستسلامهم وإخراجهم لزيد بن عريعر من البلد وتسليمها إليه، فوافق سعود على ذلك. وتوجه براك إلى الدرعية لمقابلة الإمام عبد العزيز لإعلان الخضوع كموفد من أهالي الأحساء وأخذ الأمان لهم، ثم عاد إلى الأحساء. ولما ارتحل سعود عن الأحساء نكثوا بوعدهم لبراك ورفضوا تسليم البلد له فقاتلهم حتى استطاع أن يستولي على الهفوف، ودخل المبرز بعدها، وخضعت له البلاد بصفته أميرًا من قبل السعوديين، وبهذا تكون قد زالت إمارة آل حميد المستقلة في الأحساء في سنة 1208هـ/1794م، وأصبحت المنطقة أراضي سعودية.

## تمرد الأحساء 1210هـ/1796م
في شهر رمضان سنة 1210هـ/1796م حصل تمرد كبير في الأحساء انتهى بقدوم القائد السعودي ابن عفيصان، فقاتلهم حتى طلبوا منه الأمان. وفي شهر ذي القعدة من نفس العام خرج سعود بحملة، وذلك نتيجة تمرد الأحسائيين المتكرر، فأقام عليهم عقوبات كبيرة.

## حملة بلدان شرق الأحساء
بعد أن تم إخضاع الأحساء، باستثناء القسم الشرقي منها والقطيف، رجع سعود بن عبد العزيز إلى بلاد الشرق وقاتل صاحبها «ابن حمد»، واقتحم عددًا من قراه، وقد انحصر ابن حمد في قلعة صغيرة، فحاصرها سعود حتى فتحها. ولا يعرف تاريخ الحادثة السابقة بالضبط.